# Teenage Mutant Ninja Turtles (dagspresserie)
Teenage Mutant Ninja Turtles som dagspresserie startade den 10 december 1990 av Creator's Syndicate. GoComics.com publicerar för närvarande serierna på Internet, men bara medlemmar har tillgång till mer än en serie.
Serien publicerades oftast sex dagar per vecka, och lördagarna innehöll bara läsarteckningar och ingick inte i berättelserna, vilka publicerades måndag-fredag. Bland serieskaparna som arbetade med serierna fansn Ryan Brown, Dan Berger, Jim Lawson, Michael Dooney, Steve Lavigne och Dean Clarrain.
Vissa av serierna har återutgivits i Comics Revue.
Serierna har inte återutgivits i albumformat.

### Fotnoter
1. ↑  TMNT FAQ! Arkiverad 4 maj 2012 hämtat från the Wayback Machine.